# Promień równikowy
Promień równikowy – średnia odległość między środkiem ciała niebieskiego a jego równikiem. Różnica między promieniem równikowym a promieniem biegunowym jest konsekwencją obrotu ciała wokół własnej osi, wywołującego spłaszczenie.
Średni równikowy promień Ziemi ma 6378,137 km długości. Promień ten nie jest jednakowy we wszystkich kierunkach, gdyż Ziemia nie jest idealną elipsoidą obrotową.